# Коразбаев, Алтынбек Коразбаевич
Алтынбек Коразбаевич Коразбаев (каз. Алтынбек Қоразбайұлы Қоразбаев; 1 февраля 1948; Меркенский район, Жамбылская область) — советский и казахстанский композитор, автор и исполнитель своих песен, музыкальный педагог.
Народный артист Казахстана (1993), заслуженный работник культуры Казахской ССР (1990), народный артист Кыргызской Республики (2024). Лауреат Государственной премии Казахстана (2004).

## Биография
Родился 1 февраля 1948 года в селе Кызылсай Меркенского района Джамбульской области Казахской ССР. С музыкальными кругами познакомился с ранних лет: братья его матери были акынами. В детстве освоил русскую гармонь-двухрядку, позднее научился играть на домбре.
Обучался в Джамбульском культурно-просветительском училище. В 1973 году окончил Алма-Атинскую государственную консерваторию имени Курмангазы и стал руководителем эстрадного ансамбля «Алатау», получившего широкую известность в республике и за её пределами. Затем возглавил Жамбылскую областную филармонию. Осуществлял педагогическую деятельность и руководство культурно-просветительскими учреждениями Джамбула (ныне Тараз) и Алма-Аты.
С 2003 года возглавляет Казахское государственное гастрольно-концертное объединение «Казахконцерт».

## Творчество
Автор многих известных в республике песен, горячо любимых казахстанцами: «Аяулы Таразым», «Кенен ата», «Сырғалым», «Қара кемпір», «Қара шал», «Бозторғай», «Шашбаулым», «Әгугәй, домбыра», «Сағындым Кенен атамды», «Ақмоншақты ауым», «Жиырма бес», «Үшқоңыр», «Сарыарқа», «Елге сәлем» и других.
В 24 года написал песню «Сағындым Алматымды», которая стала своеобразной «визитной карточкой» Алма-Аты. В своё время эту песню исполняли Валентина Толкунова, Роза Рымбаева и группа МузАРТ (в составе: Мейрамбек Беспаев, Сакен Майгазиев, Кенжебек Жанабилов).

## Награды
Казахстан:
- Премия Ленинского комсомола Казахской ССР;
- 1990 — Заслуженный работник культуры Казахской ССР;
- 1993 — Народный артист Казахстана;
- 2002 — Почётный гражданин Жамбылской области;
- 2004 — Государственная премия Республики Казахстан в области литература и искусства за концертные программы 1999 - 2003 годов;
- 2010 — Орден Парасат;[5]
- 2016 — Орден «Барыс» 3 степени;[6]
- 2020 (23 июня) — Медаль «Народная благодарность»;
- 2021 (2 декабря) — Орден «Барыс» 1 степени;[7]
- 2022 (18 сентября) — звание «Почётный гражданин города Алматы»;[8]
- Правительственные награды, в том числе:
  - Медаль «10 лет независимости Республики Казахстан» (2001);
  - Медаль «20 лет независимости Республики Казахстан» (2011);
  - Медаль «25 лет независимости Республики Казахстан» (2016);
  - Медаль «20 лет Астане» (2018);
  - Медаль «25 лет Конституции Республики Казахстан» (2020);
  - Медаль «30 лет независимости Республики Казахстан» (2021);

Кыргызстан:
- 1995 (27 июля) — Заслуженный артист Кыргызской Республики — за большой вклад в развитие и обогащение национальных культур, укрепление дружбы и сотрудничества между кыргызами и казахами.;'[9]
- 1995 (25 октября) — Юбилейная медаль «Манас-1000» (Кыргызстан) — за большой  вклад в укрепление дружбы и сотрудничества между кыргызским и казахским народами, пропаганду идей эпоса «Манас»;[10]
- 2024 (12 апреля) — Народный артист Кыргызской Республики — за большой вклад в социально-экономическое развитие Кыргызской Республики и укрепление сотрудничества между Кыргызской Республикой и Республикой Казахстан[11][12].